# Der Fledermausmann
Der Fledermausmann (Originaltitel Flaggermusmannen) ist ein Kriminalroman des norwegischen Autors Jo Nesbø. Es ist der erste Teil der Harry-Hole-Serie.

## Handlung
Der Kriminalkommissar Harry Hole aus Oslo wird nach Australien geschickt, um der Polizei von Sydney zu helfen, die Ermordung einer Norwegerin aufzuklären. Das Opfer Inger Holter war eine ehemalige Fernsehmoderatorin in Norwegen, die nach Australien ausgewandert ist. Die australische Polizei hat den Fall bisher nicht gelöst und erhofft sich von Harrys Expertise Unterstützung. In Sydney arbeitet Harry mit dem einheimischen Ermittler Andrew Kensington zusammen, einem Aborigine, reisen sie in mehrere Städte, denn wie sich herausstellt, ermordete der Killer blonde junge Frauen auf dem gesamten Kontinent. Gemeinsam beginnen sie, Ingers Umfeld zu durchleuchten und stoßen dabei auf ein düsteres Netz von Drogen, Gewalt und Prostitution. Neben der Suche nach dem Mörder kämpft Harry auch mit seinen persönlichen Dämonen, insbesondere mit seiner Alkoholabhängigkeit und den Schatten seiner Vergangenheit. Diese Themen durchziehen den Roman und sind auch in späteren Büchern der Serie von Bedeutung.

## Ausgaben
Die Originalausgabe erschien 1997 im Verlag Aschehoug & Co (ISBN 82-03-18072-8) in Norwegen. In deutscher Sprache kam es im  Berliner Ullstein Verlag 1999 innerhalb der Ullstein gelbe Reihe (ISBN 3-548-24597-8) in der Übersetzung von Günther Frauenlob heraus.

## Rezensionen
„Das Buch ist flüssig geschrieben und gut lesbar und man tüftelt noch bis zuletzt mit, wer denn nun der Mörder ist.“

## Auszeichnungen
Der Roman erhielt zwei bedeutende Literaturpreise:
- 1997: Riverton-Preis
- 1998: Skandinavischer Krimipreis